# Cheer Up
«Cheer Up» (en hangul, 치어 업; romanización revisada, Chieo eop, en español: «Anímate») es una canción grabada por el grupo de chicas surcoreano Twice. Fue lanzada digitalmente el 25 de abril de 2016 por JYP Entertainment, como sencillo promocional de su segundo extended play (EP) Page Two. Esta canción ganó "Song of the Year" en los Mnet Asian Music Awards de 2016, convirtiendo al grupo siendo premiadas por primera vez. Gaon Char anunció a «Cheer Up» como el sencillo más escuchado y el segundo más descargado en Corea del Sur de 2016.

## Antecedentes
El primer teaser de «Cheer Up» fue lanzado el 5 de abril, el productor de JYP Entertainment Park Jin-young comentó que "el comeback mostrará incluso un lado más alegre de TWICE".

## Rendimiento gráfico
«Cheer Up» tuvo las mejores ventas de primera semana en 2016, vendiendo 286,061 copias digitales. Eso hizo alcanzar el número 1 en el Gaon Digital Chart. A finales de mayo, «Cheer Up» fue número 2 en el chart digital mensual, con un total de 481,403 ventas digitales y 26,665,917 millones de streams. En enero de 2017, la canción llegó a 1,954,726 de descargas en Corea del Sur.
El sencillo «Cheer Up» llegó al número 3 en el chart World Digital Songs de Billboard.
«Cheer Up» logró su primer Perfect All-Kill 2 días después de su lanzamiento, convirtiendo a TWICE en el grupo de chicas en lograrlo en menor tiempo desde su debut. En MelOn, el sencillo consiguió más de 162,000 Me gusta en 2016, siendo el segundo lugar entre los grupos de chicas.

## Recepción e impacto
La coreografía de «Cheer Up» fue cambiado poco después de la línea de Sana "Shy Shy Shy" (pronunciado "sha sha sha") convirtiéndose en un meme viral. Sana, quien canta esta parte de la canción, dijo, "Durante la grabación, el único pensamiento que tenía en mente era que quería trabajar duro, y hacerlo bien. Pero entonces, en el showcase a mucha gente pareció gustarle esta parte, así que me pregunté, '¿Por qué les gusta tanto? ¡Esto es asombroso!'. Los reporteros también escribieron muchos artículos maravillosos por ello, así que estaba sorprendida y me pregunté, '¿Qué está pasando?'". Ella continuó, "Muchos artistas y sunbaenims lo usaron como hashtags en sus actualizaciones de Instagram, y también fue usado en descripciones de programas de variedades. Es asombroso". Nayeon también mostró asombro con la tendencia, diciendo, "Debido a nuestras actividades, no tenemos tiempo para salir, pero aún podemos sentir que el número de la gente cantando nuestra canción ha incrementado. La tendencia de 'Shy Shy Shy' es muy asombrosa. Nunca pensé que fuera un gran éxito. Hay puntos en cada canción que necesitan ser enfatizados, y creo que la pronunciación incorrecta de Sana ha destacado esa parte".'
Tamar Herman de Billboard describió «Cheer Up» como una liberación del grupo de chicas de K-pop atípico que "solidifica el estilo único de Twice" a través de su inesperada mezcla de ritmos y géneros. Además, señaló que el vídeo musical ayudó a reforzar las identidades independientes de los miembros, mientras que la canción mostró la voz individual de cada miembro, "[renuncia] a la plenitud musical para el bien de la excentricidad".
Periodistas de Fuse Jason Lipshutz, Tina Xu, y Jeff Benjamin discutieron la liberación en el podcast de K-pop centrado en K-Stop, que describen «Cheer Up» como un retroceso al pop de 1990 que recuerda a «...Baby One More Time» de Britney Spears. Elogiaron la diversión y el tono pegadizo del sencillo, rap break, y la "increíble" calidad de la producción de su vídeo musical, pero criticaron sus voces altamente procesadas y letras controvertidas, que parecen alentar a las mujeres jóvenes a "jugar juegos" (es decir, fingir desinterés) con sus parejas. Llegaron a la conclusión de que, mientras que el grupo tiene un gran potencial, necesitarían "pulirlo" para futuros lanzamientos.
El 23 de agosto de 2016, el vídeo musical alcanzó los 75 millones de vistas en Youtube en tan solo 120 días (3 meses y 29 días), siendo el más rápido en lograrlo al superar el anterior récord establecido por «Bang Bang Bang» de BIGBANG de 158 días (5 meses y 5 días). El 7 de diciembre de 2016 Twice batió su propio récord con su siguiente sencillo «TT», consiguiéndolo en tan solo 45 días (1 mes y 14 días).
El 16 de noviembre de 2016, el vídeo musical alcanzó los 100 millones de vistas en Youtube en tan solo 206 días (6 meses y 23 días), siendo el más rápido en lograrlo al superar el anterior récord establecido por «Bang Bang Bang» de BIGBANG de 232 días (7 meses y 18 días). El 3 de enero de 2017 Twice batió su propio récord con su siguiente sencillo «TT», consiguiéndolo en tan solo 71 días (2 meses y 10 días).

## Posicionamiento
| Listas                                    | Posición |
| ----------------------------------------- | -------- |
| Corea del Sur (Gaon Weekly Single Chart)  | 1        |
| Corea del Sur (Gaon Monthly Single Chart) | 2        |
| US World Digital Songs (Billboard)        | 3        |
| US YouTube chart (Billboard)              | 25       |
| MelOn                                     | 1        |
| Mnet                                      | 1        |
| Bugs!                                     | 1        |
| olleh                                     | 1        |
| Soribada                                  | 1        |
| Genie                                     | 1        |
| Naver                                     | 1        |
| Monkey3                                   | 1        |

### Chart Fin de Año
| Chart Fin de Año                              | Posición |
| --------------------------------------------- | -------- |
| South Korea - 2016 (Gaon Yearly Single Chart) | 2        |
| Japan Hot 100 - 2016 (Billboard)              | 32       |
| MelOn                                         | 1        |
| Mnet                                          | 1        |
| Bugs!                                         | 1        |
| olleh                                         | 2        |
| Soribada                                      | 2        |
| Genie                                         | 1        |
| Naver                                         | 1        |
| Monkey3                                       | 2        |

### Ventas
| Chart                            | Ventas     |
| -------------------------------- | ---------- |
| South Korean Gaon Download Chart | 1,954,726+ |

## Premios
| Año  | Organismo que otorga los premios | Categoría                             | Resultado | Ref    |
| ---- | -------------------------------- | ------------------------------------- | --------- | ------ |
| 2016 | MelOn Music Awards               | Song of the Year                      | Ganador   | [ 20 ] |
| 2016 | MelOn Popularity Award           | Weekly Popularity Award (5 semanas)   | Ganador   |        |
| 2016 | Golden Disk Awards               | Digital Daesang                       | Ganador   |        |
| 2016 | Golden Disk Awards               | Digital Bonsang                       | Ganador   |        |
| 2016 | Mnet Asian Music Awards          | HotelsCombined Song of the Year       | Ganador   |        |
| 2016 | Seoul Music Awards               | Record of the Year in Digital Release | Ganador   |        |
| 2016 | Simply K-pop Awards              | Best Performance Girl Group           | Ganador   | [ 21 ] |
| 2016 | Philippine K-Pop Awards          | Song of the Year                      | Ganador   | [ 22 ] |
| 2017 | Seoul Music Awards               | Record of the Year in Digital Release | Ganador   |        |
| 2017 | Seoul Music Awards               | Bonsang Award                         | Ganador   |        |
| 2017 | Gaon Chart Music Awards          | Song of the Year – April              | Ganador   |        |

## Premios de programas de música
| Año  | Fecha       | Programa de Música |
| ---- | ----------- | ------------------ |
| 2016 | 5 de mayo   | M!Countdown (Mnet) |
| 2016 | 6 de mayo   | Music Bank (KBS)   |
| 2016 | 8 de mayo   | Inkigayo (SBS)     |
| 2016 | 19 de mayo  | M!Countdown (Mnet) |
| 2016 | 20 de mayo  | Music Bank (KBS)   |
| 2016 | 22 de mayo  | Inkigayo (SBS)     |
| 2016 | 26 de mayo  | M!Countdown (Mnet) |
| 2016 | 27 de mayo  | Music Bank (KBS)   |
| 2016 | 29 de mayo  | Inkigayo (SBS)     |
| 2016 | 3 de junio  | Music Bank (KBS)   |
| 2016 | 10 de junio | Music Bank (KBS)   |

## Historial de lanzamiento
| Región        | Fecha                 | Formato          | Etiqueta                    |
| ------------- | --------------------- | ---------------- | --------------------------- |
| Corea del Sur | 25 de octubre de 2016 | Descarga digital | JYP Entertainment, KT Music |
| Global        | 25 de octubre de 2016 | Descarga digital | JYP Entertainment, KT Music |